# Château de Mehun-sur-Yèvre
Le château de Mehun-sur-Yèvre est une ancienne forteresse médiévale située dans la commune de Mehun-sur-Yèvre, département du Cher, en région Centre-Val de Loire, anciennement dans le duché de Berry. Actuellement en ruines, il est situé sur une éminence rocheuse qui domine la confluence de l'Yèvre et de l'Annain.

## Historique
L'existence d'un château défensif à Mehun-sur-Yèvre remonte sans doute au IXe siècle succédant à un oppidum antique. Il appartint aux familles de Mehun, de Vierzon au XIe siècle, puis de Courtenay-Champignelles au XIIe siècle, avant de passer à la maison d'Artois. Après confiscation des biens du fameux Robert III d'Artois en 1332, il revient finalement à la Couronne et donc à la famille royale des Valois. Le château a connu ses heures de gloire au Moyen Âge vers les XIVe et XVe siècles mais fut très vite délaissé par les rois après le règne de Charles VII et les visites de Jeanne d'Arc (entre 1429 et 1431).
Le XVIIIe siècle et les suites de la Révolution française marquent le glas du château et son démantèlement, ainsi que sa transformation en carrière de pierre.
La transmission du château de seigneur en seigneur ne s'était pas faite par les armes mais par mariages successifs. Ces passations pacifiques ont permis l'enrichissement et l'embellissement du château à travers les siècles.

### Le château sous la domination des Courtenay et des d'Artois
Au XIIe – XIIIe siècle, sous l'influence des familles de Vierzon puis de Courtenay, puissantes en Berry, le château de Mehun, déjà existant, est reconstruit et transformé en forteresse.
Véritable place forte, l'édifice sert de défense pour la population mehunoise et la vie de la cité médiévale s'organise autour de la forteresse.
Après avoir été sous la domination de la famille seigneuriale des Courtenay, le château revient par héritage à la famille capétienne d'Artois jusqu'au bannissement de Robert III d'Artois.
Le fief de Mehun-Sur-Yèvre et le château fort entrent alors dans le domaine royal pour être donnés à Jean de Luxembourg, roi de Bohême. Le château reviendra de nouveau à la dynastie des Valois à la suite du mariage de la fille de Jean de Luxembourg, Bonne, et du fils héritier du roi Philippe VI de Valois, Jean II le Bon, père du futur duc de Berry Jean Ier.
En 1360, Jean de France, duc de Berry, se voit attribuer en apanage le fief de Mehun-Sur-Yèvre.

### Les Valois: les transformations du duc de Berry

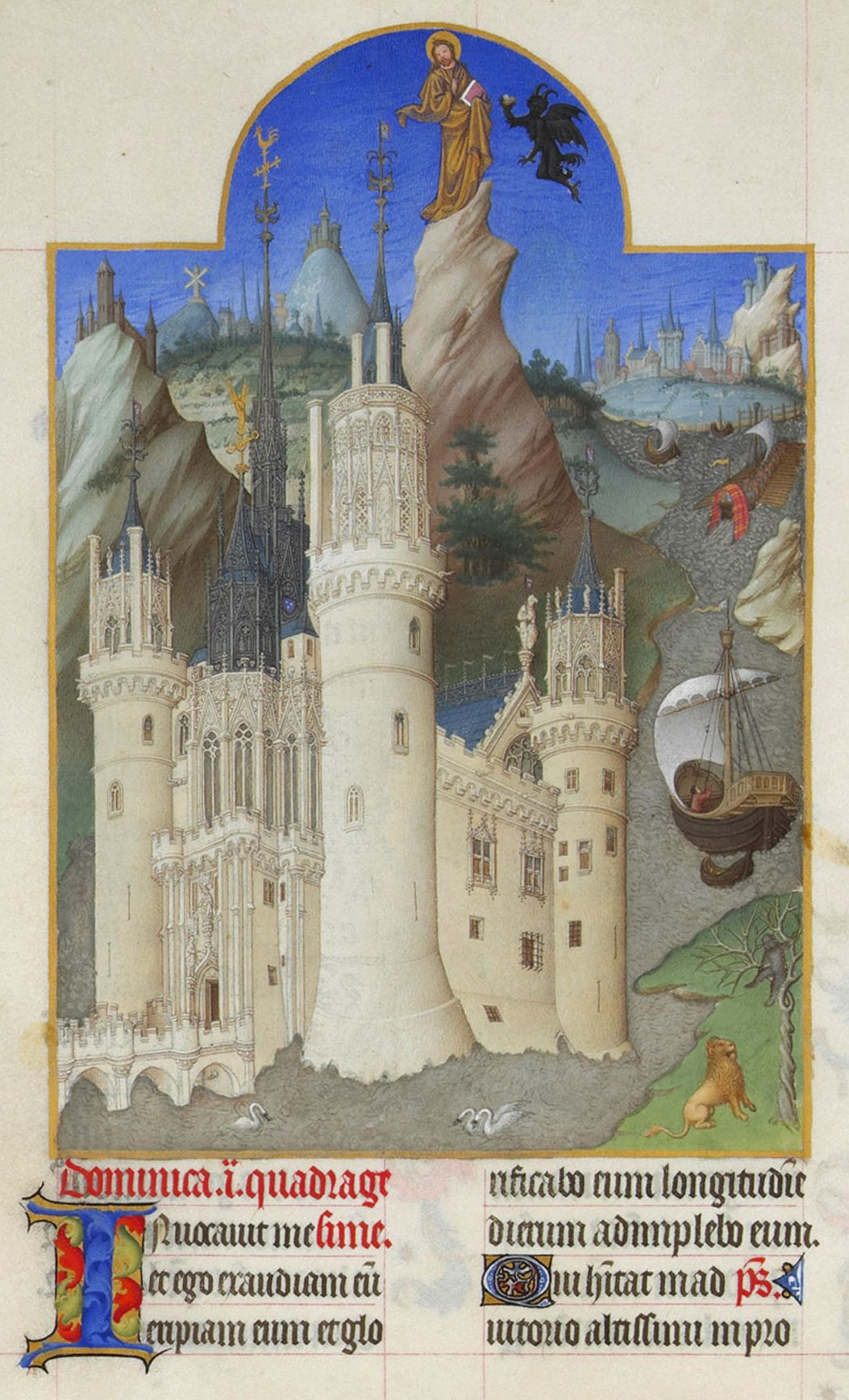
La Tentation du Christ, folio 161v des Très Riches Heures du duc de Berry, le château vers 1420, musée Condé, Chantilly,.

Jean de France, duc de Berry (1340-1416) constitua l'un des premiers et de ses plus importants programmes architecturaux à Mehun-sur-Yèvre.
Le duc fit transformer une forteresse défensive, un château philippien, en une résidence de plaisance luxueuse, d'inspiration gothique, dotée des plus somptueux décors de son époque, par son premier maître général des œuvres, Guy de Dammartin. Le chantier était prodigieux.
Ce chantier débuta dès le retour du prince de sa captivité anglaise en 1367, et s'étendit pendant cinquante ans, jusqu'à sa mort en 1416, mais Jean de Berry ne pourra pas voir la fin des travaux.

### Les Valois: Mehun-sur-Yèvre après Jean de Berry
Le château, somptueux et prestigieux pour son époque, a accueilli de nombreux seigneurs et personnages historiques. Les plus illustres personnages tels que Jacques Cœur ou la reine Marie d'Anjou, ont contribué à la richesse de la vie de cour au château [réf. nécessaire].
Lors de guerres féodales entre fiefs, de nombreux seigneurs se sont réfugiés à Mehun-sur-Yèvre, tel le duc de Guyenne, frère cadet de Louis XI, faisant du château une forteresse imprenable et un lieu de haut pouvoir au XVe siècle. Charles VII, leur père, en fit son château de plaisance pendant la guerre de Cent Ans et y dirigea certaines grandes stratégies militaires, dont la reconquête d'Orléans. En 1429, Jeanne d'Arc y passa quelque temps à ses côtés.
C'est en ses murs que mourut le roi Charles VII, le 22 juillet 1461.

## D'une période de gloire au déclin
Après le règne de Charles VII, le château tombe dans l'oubli au profit des châteaux de la Loire. Avec son architecture originale, le château aura marqué une époque transitoire entre le Moyen Âge et la Renaissance.
Dans les siècles qui suivent, le château ne résiste pas aux incendies, à la destruction et au pillage. Au XVIe siècle, un premier incendie détruit une partie du château.
Puis les guerres de Religion (1562-1598) et la Révolution française (1789-1794) finissent par sonner le glas de la destruction d'une grande partie du château, établi en carrière de pierres destinées à la construction de maisons. Le château passe alors de propriétaire en propriétaire avant d'être inscrit aux monuments historiques. Dès les XVIIe ou XVIIIe siècle, les terres, seigneurie et châtellenie de Mehun avaient été engagées aux Pot, marquis de Rhodes : Charles (1647-1705), seigneur de Menetou et Grand-maître des cérémonies de France, puis sa fille Marie-Louise-Charlotte (1694-1715), femme en 1713 du maréchal de Mérode (1678-1767).
Sous la Restauration, le préfet du Cher Pons-Louis-François de Villeneuve-Hauterive incita vivement la commune de Mehun à racheter le château ruiné, qui devint donc propriété municipale (mars-avril 1817).

### Un regain d’intérêt et de protection
Le château fait l’objet d’un classement au titre des monuments historiques par la liste de 1840. Actuellement il est propriété de la commune de Mehun et transformé en musée consacré au roi Charles VII et à son règne. Le château fait aussi l'objet de fouilles archéologiques depuis vingt ans qui ont permis la découverte d'autres pièces du château enfouies dans la végétation. Le château est également le théâtre d'une fête médiévale qui a lieu chaque été au mois de juillet.

### Dégradation des ruines
Les fouilles archéologiques entreprises ont permis une sauvegarde des ruines en dépit des dégradations dues au manque de financement.

## Description

### L'existence de châteaux défensifs antérieurs
Avant que Jean de Berry ne commence les travaux de restauration et de transformation du château en palais luxueux, des vestiges de châteaux antérieurs au XIVe siècle existaient aux alentours du site. Un certain nombre de ces fondations préexistantes ont servi à la reconstruction du château.
Plus d'une dizaine de bases de châteaux défensifs successifs constituaient les fondations du château des Valois. L'architecture de ces constructions antérieures se différenciait selon les époques de construction, allant de simples fondations primitives, faites de bois, à des bases plus solides, construites en pierre. Chacun avait pour vocation de défendre la cité, notamment lors des guerres seigneuriales.
Du IXe au XIVe siècle, l'aspect architectural du château respectait le plan typique des châteaux forts. Les quatre tours dont le donjon, poste et habitation principale du seigneur ont été conservées lors de la reconstruction de l'édifice sous Jean de Berry. Les douves profondes, également conservées, donnaient l'impression d'une forteresse imprenable et étaient une défense de plus face aux envahisseurs[réf. souhaitée]. C'est aux XIIe et XIIIe siècles que la fortification est pourvue de flanquement rectangulaires, puis de tours circulaires.
Avant les transformations importantes du duc de Berry, le château fut modifié et modernisé de nombreuses fois sous l'initiative des châtelaines du lieu. Dès le IXe siècle, Béatrix de Mehun transforme le château de bois et de pierre pour le convertir en résidence. Puis sous l'impulsion de Mahaut de Mehun, épouse de Robert Ier de Courtenay-Champignelles et de sa petite-fille Amicie de Mehun-Courtenay, il devient un véritable lieu de culture au XIIIe siècle.

### Le château de Jean de Berry

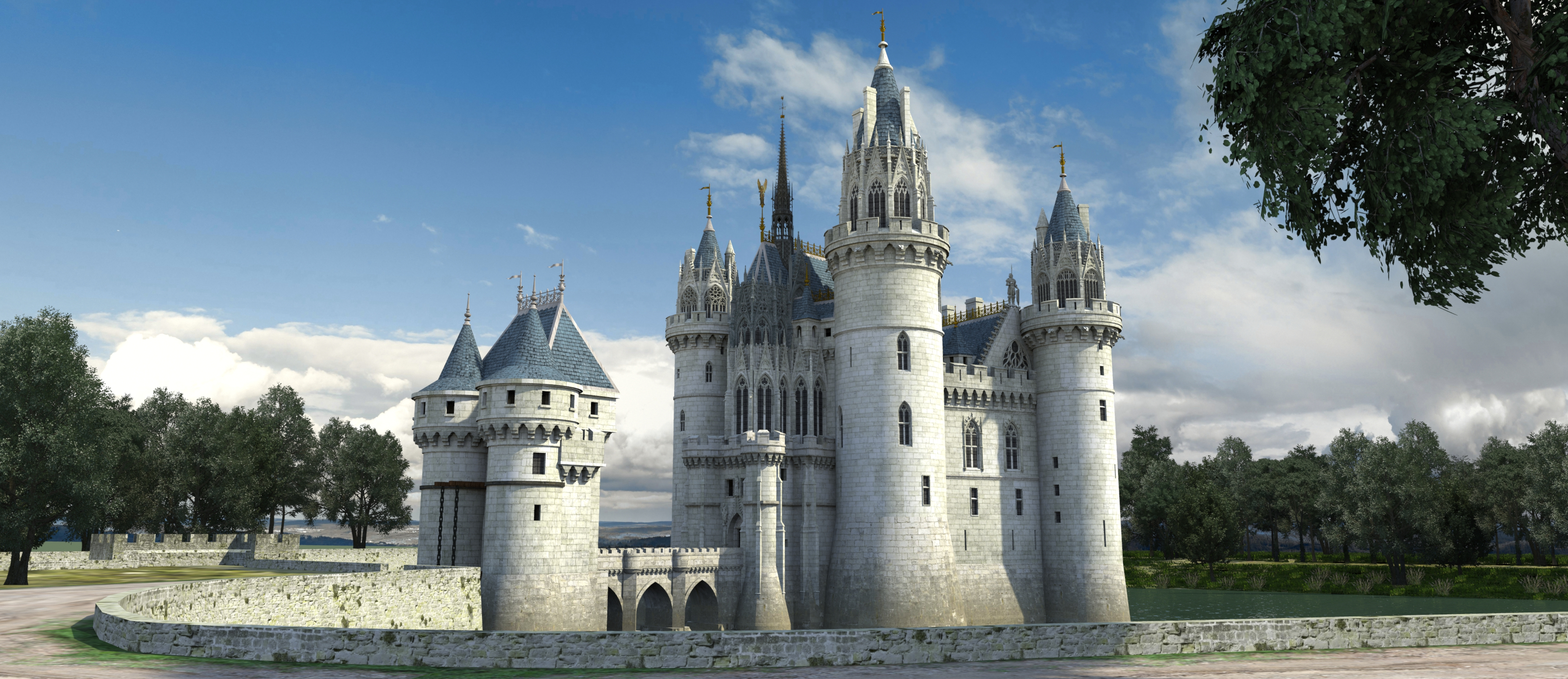
Château de Mehun-sur-Yèvre - restitution 3D.

Transformé en palais au XIVe siècle par Jean de Berry, l'état du château, vers 1420 nous est connu grâce à la miniature de la tentation du Christ, attribuée aux frères de Limbourg, dans le livre d'heures Les Très Riches Heures du duc de Berry. On peut voir quatre tours cylindrique à double couronnement, la partie haute étant de plan polygonal, avec un réseau de fenestrage, gâbles et pinacles dans le style gothique oscillant entre rayonnant et flamboyant. Au-dessus de la porte à pont-levis crénelé à mâchicoulis et échauguettes, se dresse le chevet de la chapelle du même style que les parties hautes des tours. Par la suite, au XVe siècle, le château sera adapté à l'artillerie.

### Le château aujourd'hui
Les vestiges encore visibles aujourd'hui datent pour l'essentiel des remaniements exécutés de 1367 à 1390 pour le duc Jean de Berry par l'architecte Guy de Dammartin pour en faire une résidence luxueuse. Le décor sculpté est dû aux ateliers d'André Beauneveu et de Jean de Cambrai.
Largement ruiné depuis le XVIIIe siècle, ce fut l’un des plus curieux châteaux gothiques[réf. souhaitée]. Les ruines du château montrent encore aujourd'hui cette excentricité architecturale mélangeant des éléments de château fort et de résidence luxueuse. Sur certains pans de murs des tours, des vestiges de sculptures apparaissent distinctement. Les bases d'un ancien château fort sont également visibles au sol, de même que les séparations des pièces du château tracées à même le sol.
Une élégante chapelle, aujourd'hui détruite, était construite au-dessus de la porte du château. Seuls un départ de voûte et une console, ainsi que le piédroit d'une baie témoignent de la présence du bâtiment.
La tour principale abrite le musée Charles VII (Musée de France) et présente de remarquables collections archéologiques (carreaux de pavement, sculptures, céramiques, etc.). Une vue panoramique exceptionnelle complète la visite. Le billet est également valable pour découvrir la suite des collections en rapport avec l'histoire de la cité et du Berry : le Pôle de la porcelaine. Les jardins du duc de Berry donnent encore aujourd'hui une belle idée de ce cadre de villégiature, haut lieu de l'histoire de France.

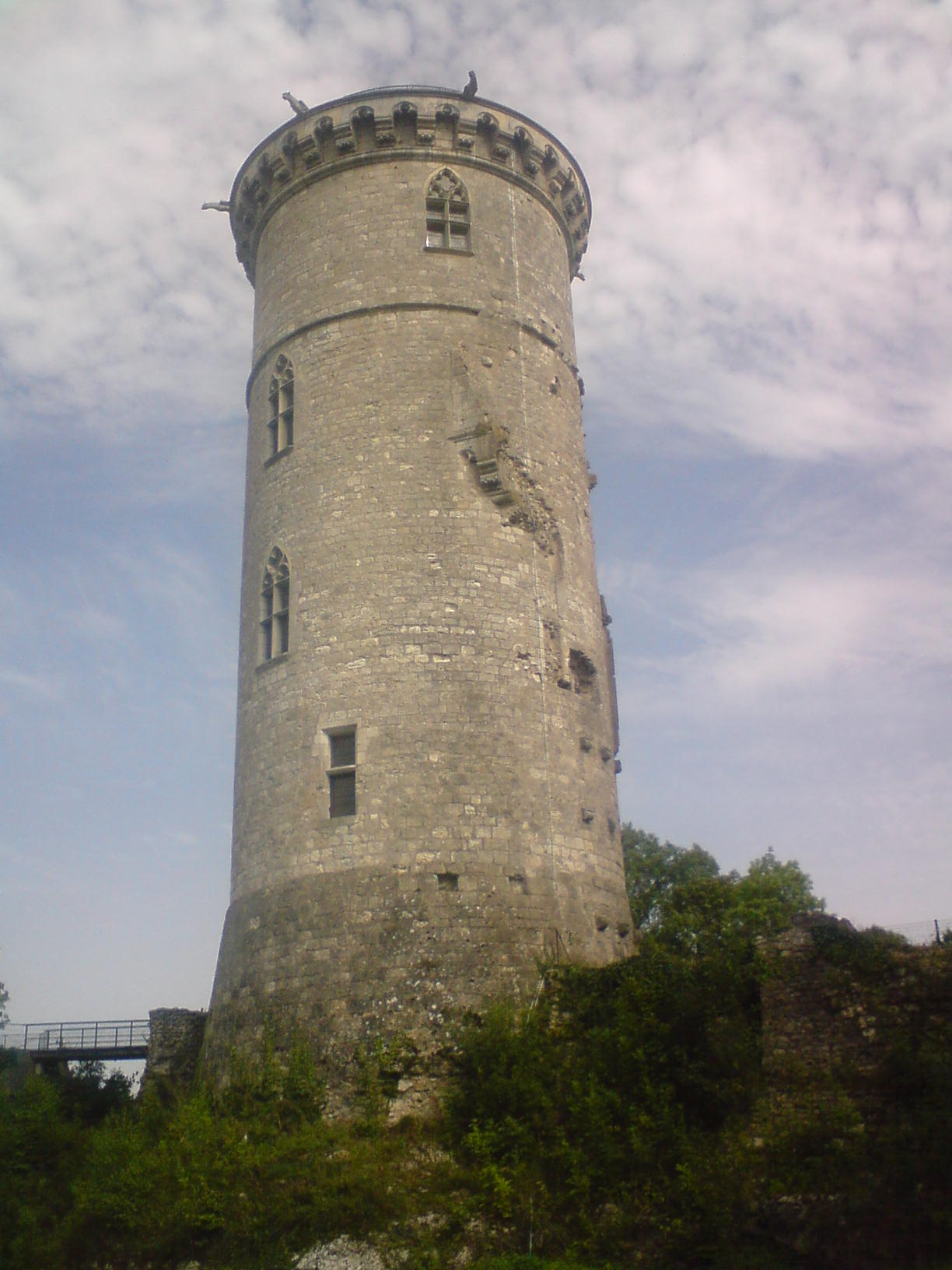
Donjon du château.
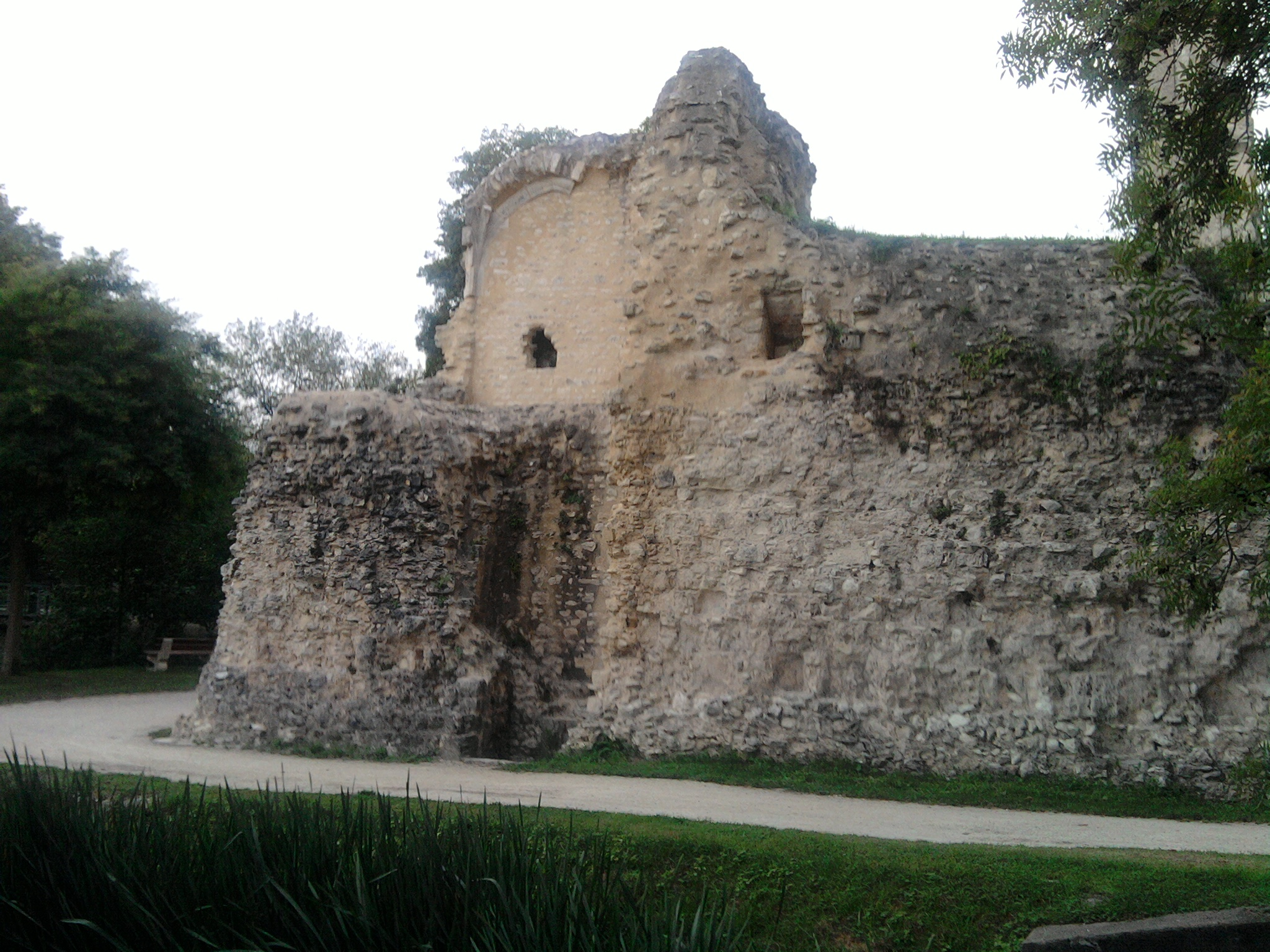
Tour des étuves.
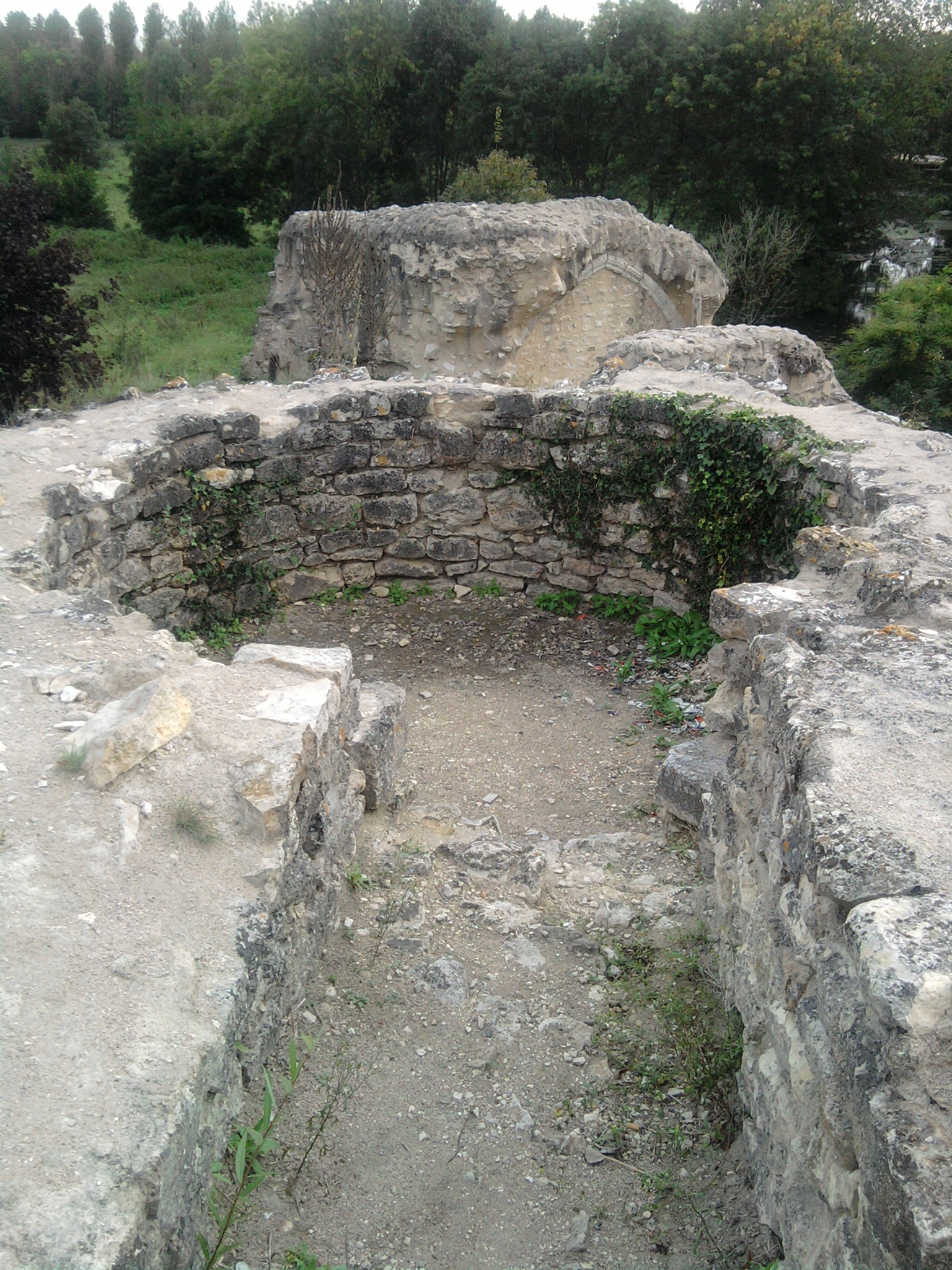
Base de la tour de l'observatoire.
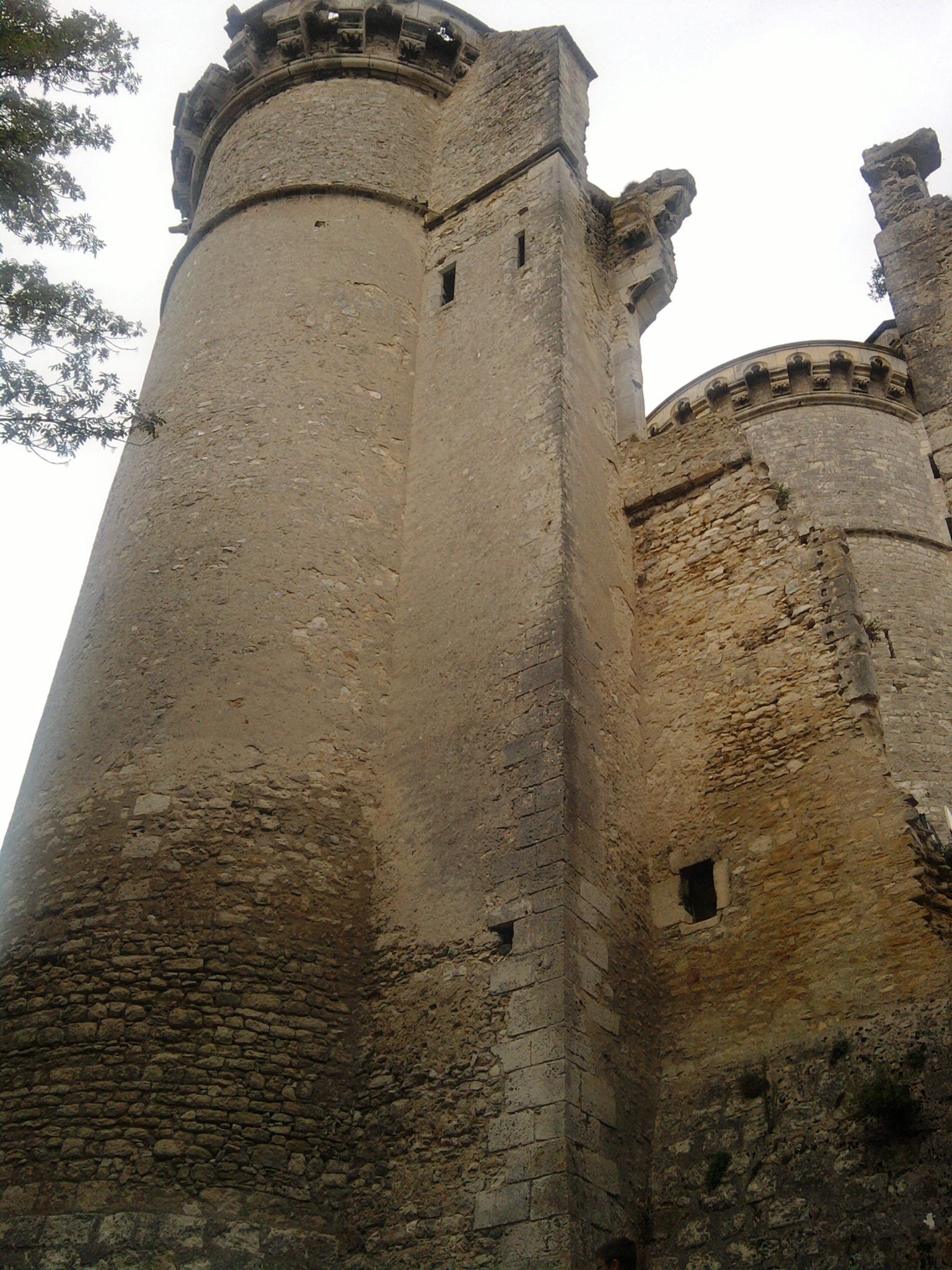
Ruines de la tour de l'ouest et de la salle d'apparat.
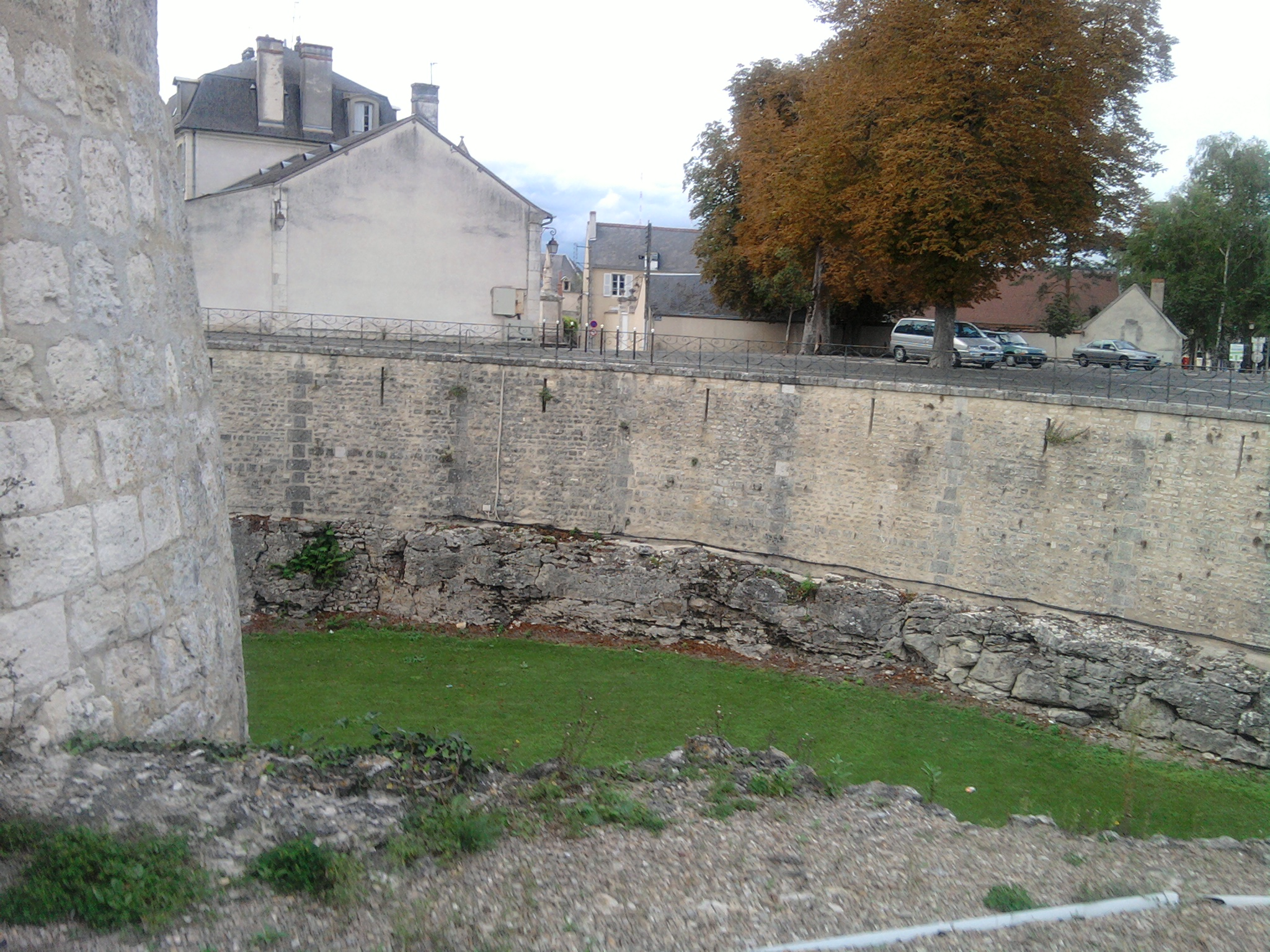
Anciennes douves du château.

## Le château dans les arts et la culture

### Littérature et peinture
Le château se trouve représenté dans une miniature des Très Riches Heures du duc de Berry au centre d'une scène de La Tentation du Christ (fo 161 vo), pour illustrer le premier dimanche de Carême du livre d'heures. Sa réalisation est attribuée aux frères de Limbourg entre 1411 et 1414.
Le château peut se visiter en 3D sur le site Richesheures.net.